# Enheduanna
Enheduanna eller Enheduana (2285 f.Kr. – 2250 f.Kr.) var ypperstepræstinde for måneguden Nanna i Ur i det 23. århundrede f.Kr. i oldtidens Mesopotamien (det nuværende Irak). Hun regnes for den første navngivne forfatter i verdenshistorien.

## Levnedsløb
Enheduanna var datter af kong Sargon den Store af Akkad og blev som et led i hans religiøse propaganda og forsoningspolitik indsat som ypperstepræstinde i Ur. Dermed begyndte en lang tradition med mesopotamiske kongers døtre i embedet i Ur.
Enheduanna regnes for verdenshistoriens første navngivne forfatter, og hendes digte og hymner blev brugt i undervisningen i de oldbabylonske skoler.